# Tarache axendra
Tarache axendra is een vlinder uit de familie van de uilen (Noctuidae). De wetenschappelijke naam van deze soort is voor het eerst voorgesteld door William Schaus in een publicatie uit 1898.
De soort komt voor in het westen van de Verenigde Staten.